# Dendrophthoe falcata
Dendrophthoe falcata là một loài thực vật có hoa trong họ Loranthaceae. Loài này được (L.f.) Ettingsh. mô tả khoa học đầu tiên năm 1872.

## Hình ảnh

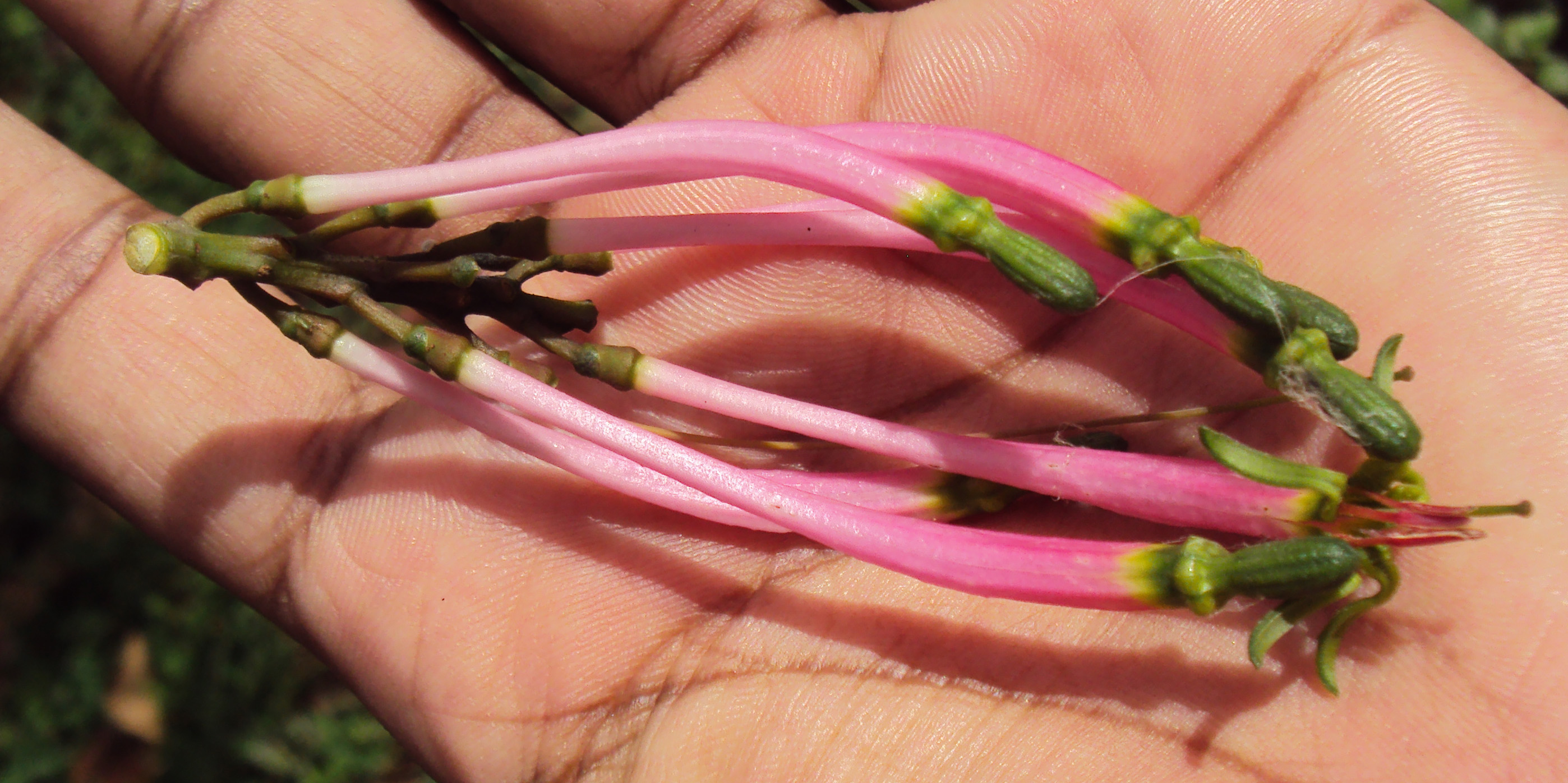
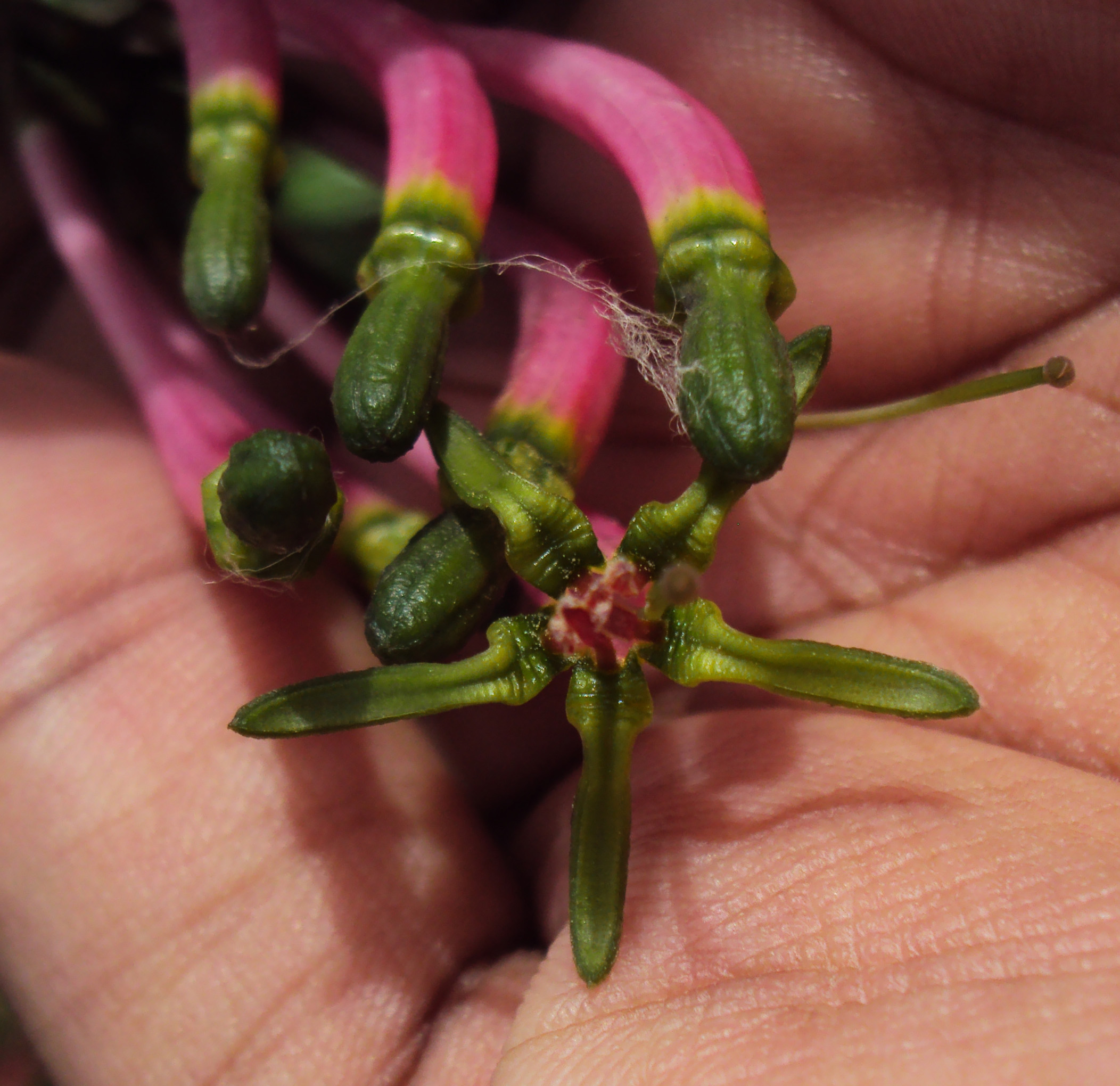
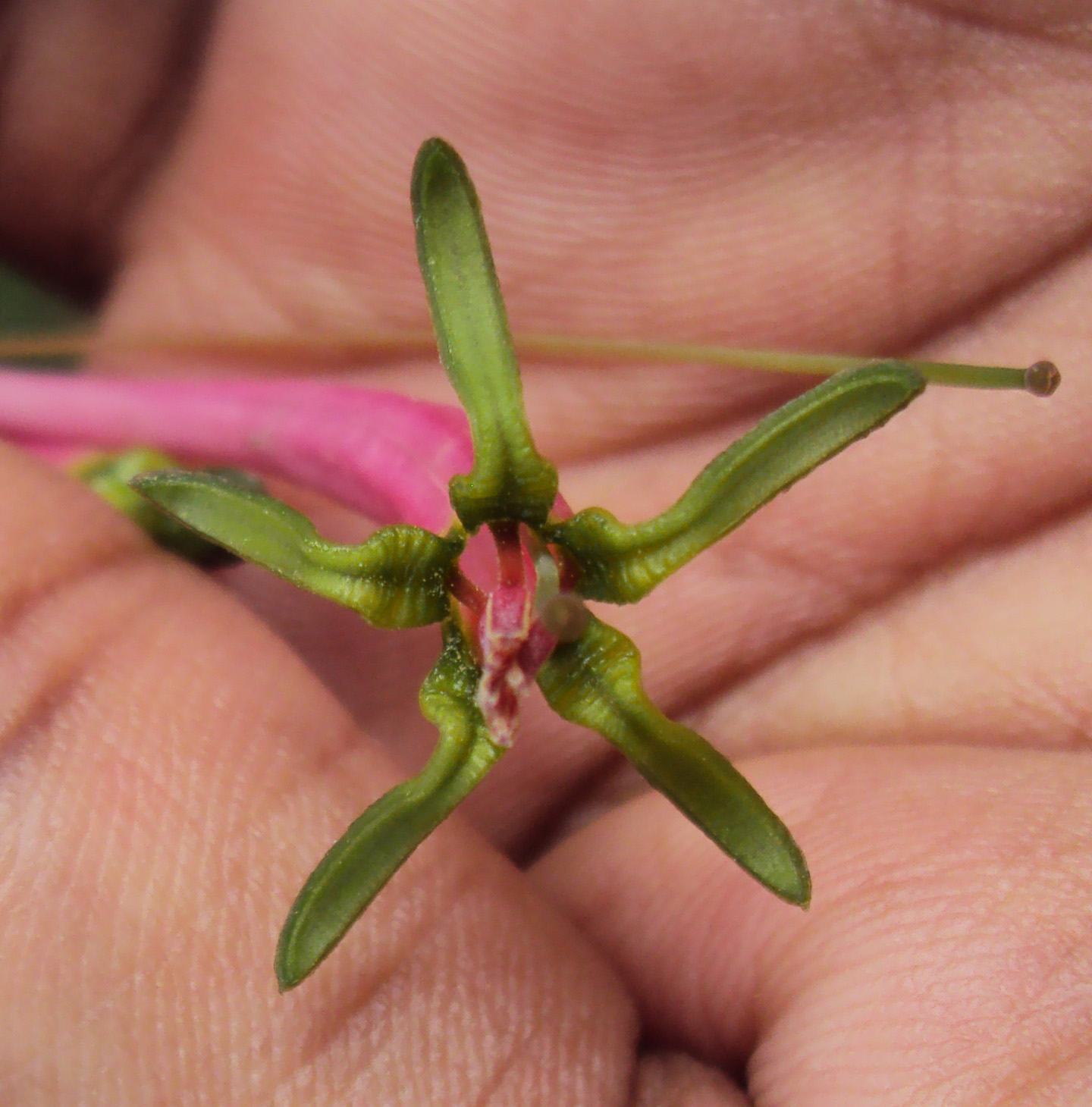
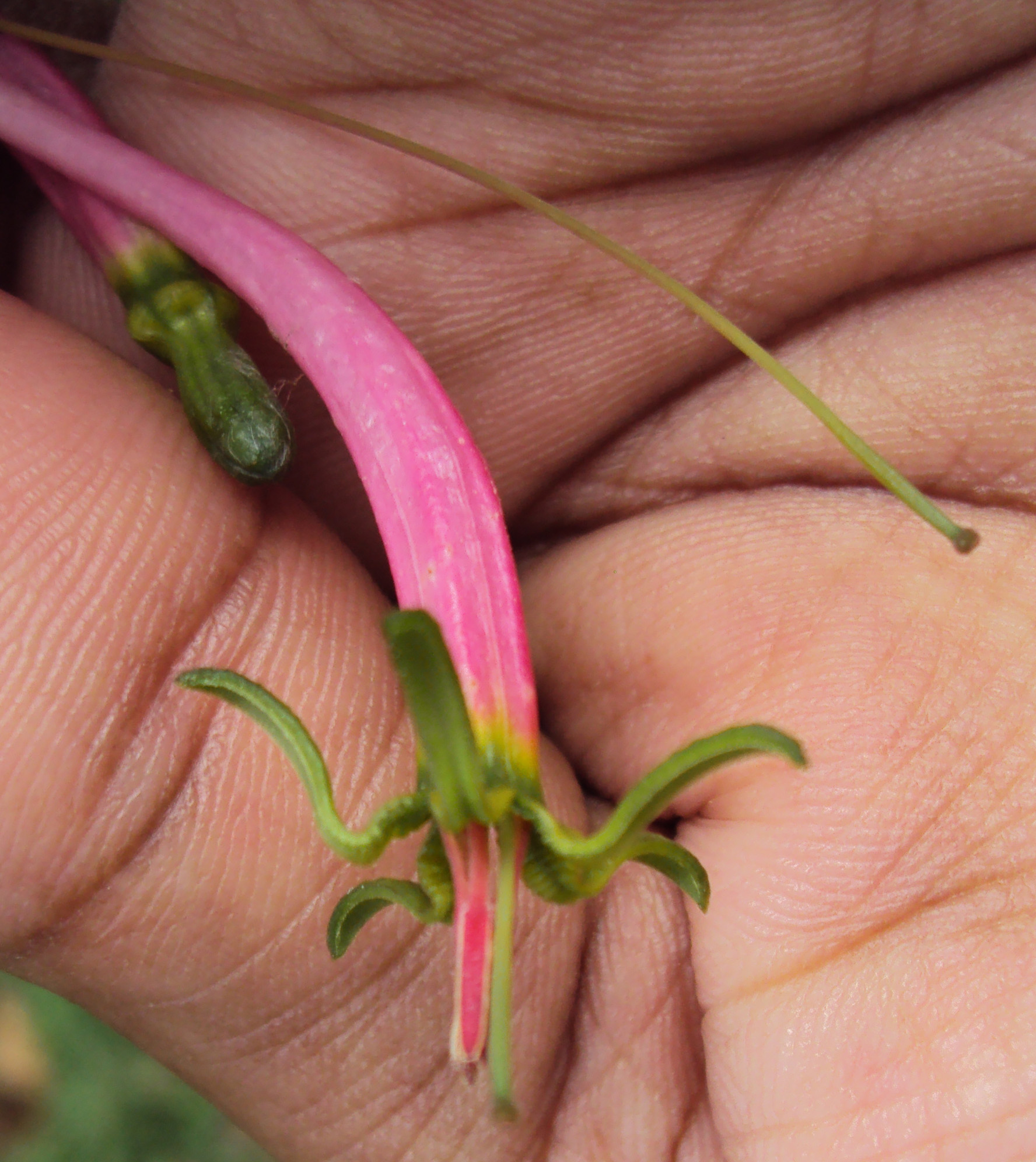